# هوية ثقافية

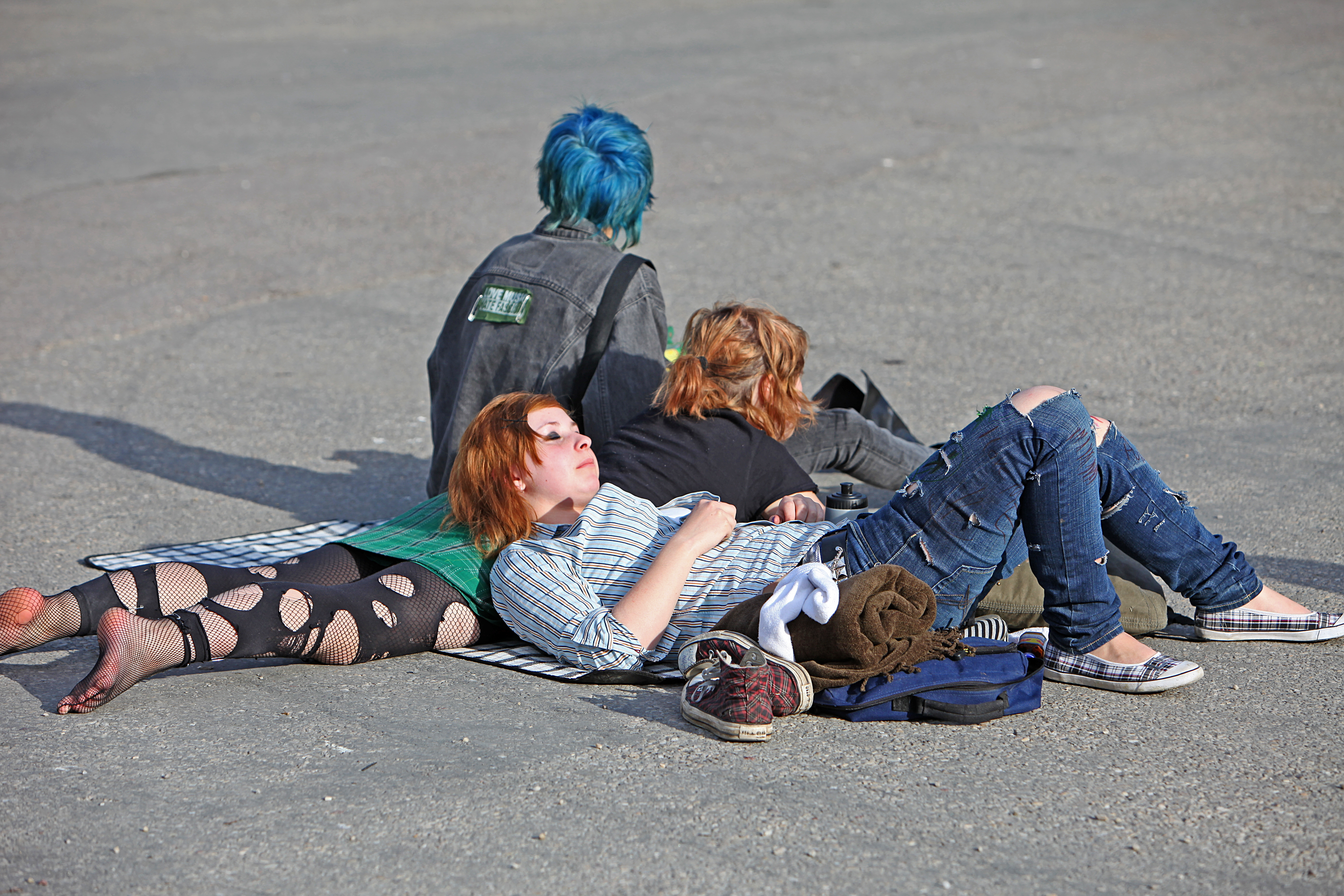

الهوية الثقافية هي الهوية أو الشعور بالانتماء إلى مجموعة. وهو جزء من مفهوم الشخص الذاتي ونظرية الفهم الذاتي ويرتبط بالجنسية والإثنية والدين والطبقة الاجتماعية والموقع أو أي نوع من الفئات الاجتماعية التي لها ثقافتها الخاصة.

## شرح

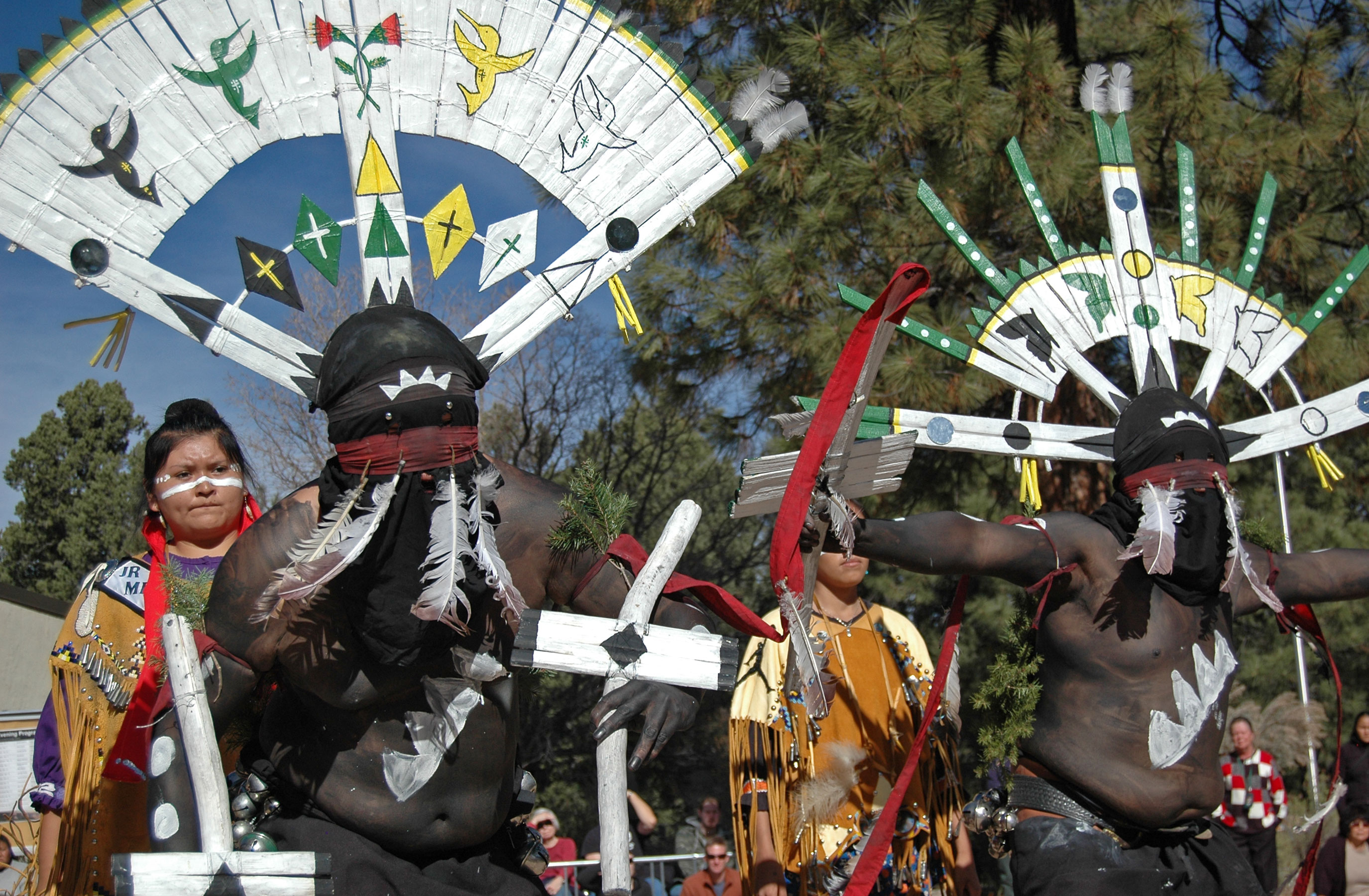
يوم التراث الأمريكي الأصلي في جراند كانيون

كثير من دراسات الثقافة الحديثة والنظريات الاجتماعية قد تطرقت لموضوع الهوية الثقافية. في العقود الأخيرة، ظهر تعريف جديد غيّر الفهم السائد للفرد على أنه كتلة ثقافية واحدة متماسكة إلى أنه مجموعة من الهويات المختلفة. هذه الهويات الثقافية المختلفة يمكن أن تكون نتيجة لعدة ظروف، منها: المكان والجنس والإثنية والتاريخ والجنسية واللغة والجنسانية والدين والجماليات وحتى الأكل. تقسيم الثقافات يمكن أن يكون ممتازا في بعض بقاع الأرض، خصوصا في أماكن مثل كندا والولايات المتحدة، حيث أن السكان هناك متنوعون إثنيا ووحدتهم الاجتماعية مبنية بشكل رئيسي على القيم والمعتقدات الاجتماعية المشتركة.

## الميدان الثقافي
يذكر أن «الميدان الثقافي»، أو المكان الذي يعيش فيه المرء، يؤثر على الثقافة التي يمتثل لها الفرد. تلعب البيئة المحيطة والأشخاص في هذه الأماكن دورًا في شعور المرء تجاه الثقافة التي يرغبون في تبنيها. يجد العديد من المهاجرين بالحاجة إلى تغيير ثقافتهم من أجل التوافق مع ثقافة معظم المواطنين في البلاد. يمكن أن يتعارض هذا مع إيمان المهاجر بثقافته وقد تشكل مشكلة أمامه، إذ يشعر بأنه مضطر للاختيار بين كلتا الثقافتين أمامه.
قد يكون البعض قادرًا على التكيف مع الثقافات المختلفة في العالم من خلال التزامهم بثقافتين أو أكثر. إذ إنه ليس من الضرورة الالتزام بثقافة واحدة لا غير. يتفاعل العديد من الأشخاص مع أفراد من ثقافة معينة إضافة إلى مجموعة أخرى من الأفراد من ثقافة مختلفة. وبالتالي، فإن الهوية الثقافية قادرة على اتخاذ أشكال عديدة ويمكن أن تتغير حسب المنطقة الثقافية. تغيرت طبيعة التأثير الذي يطرحه الميدان الثقافي مع ظهور الإنترنت، جامعًا مجموعة من الأفراد الذين يتشاركون اهتمامات ثقافية كانوا من المحتمل أن يندمجوا ضمن ميدانهم الثقافي الحالي في الحياة الواقعية. هذه اللدونة هي التي تسمح للناس بالشعور بأنهم جزء من المجتمع الذي يكونون فيه أينما ذهبوا.

## تطور هوية المهاجر
درس تطور الهوية لدى مجموعات المهاجرين من خلال منظور متعدد الأبعاد للتبادل الثقافي. أجرى كل من أجرى دينا بيرمان وإديسون تريكيت (2001) دراسة نوعية من خلال مقابلات غير رسمية مع الجيل الأول من المراهقين اللاجئين اليهود السوفييت، ناظرين إلى عملية التبادل الثقافي من خلال ثلاثة أبعاد مختلفة: الكفاءة اللغوية، والتبادل الثقافي السلوكي، والهوية الثقافية. أشارت النتائج إلى أن «التبادل الثقافي يبدي نمطًا خطيًا بمرور الوقت بالنسبة لمعظم أبعاد التبادل الثقافي، مع زيادة في التأثير الثقافي للثقافة الأمريكية، وتناقص في التأثير الثقافي للثقافة الروسية. إلا أن الكفاءة حيال اللغة الروسية للوالدين لم تتضاءل مع طول مدة الإقامة في البلاد» (بيرمان وتريكيت، 2001).
في دراسة مشابهة، ركز كل من فيني، وهورينسك، وليبكيند، وفيدر (2001) على نموذج يلقي الضوء على التفاعل الحاصل بين السمات الشخصية للفرد المهاجر وردات الفعل التي تبديها أغلبية المجتمع من أجل فهم الآثار النفسية التي يمر بها المهاجر. خلص الباحثون إلى أن معظم الدراسات وجدت أن كون الفرد ثنائي الثقافة، والجمع بين إثنية متأصلة وهوية وطنية ثابتة، ينتج عنه تكيف أفضل في بلد الإقامة الجديد. يستعرض مقال بقلم كل من لافرومبواز، إل. كيه. كوليمنا، وغيرتون، الدراسات حول تأثير كون الفرد ثنائي الثقافة. أظهر المقال أنه من الممكن أن يكون للفرد القدرة على اكتساب الكفاءة داخل ثقافتين دون فقدان إحساس الفرد بالهوية أو الاضطرار إلى التجانس مع ثقافة واحدة على حساب الأخرى. تشير الدراسة التي أجراها لافرامبواز وآخرون سنة 1993 بعنوان «أهمية الهوية الإثنية والقومية في التكيف التعليمي للمهاجرين» إلى أن التوجه ثنائي الثقافة مفيد من ناحية الأداء المدرسي (بورتس ورومبوت 1990). يمكن للمعلمين تبوء مناصب القوة لديهم بطرق مفيدة للطلاب المهاجرين، من خلال تزويدهم بإمكانية الوصول إلى مجموعات الدعم المتصلة بثقافتهم الأصلية، فضلًا عن الصفوف والنشاطات بعد المدرسية، والنوادي من أجل مساعدتهم في الشعور باتصال أكبر مع ثقافتهم الأصلية وأيضًا الثقافات القومية. أصبح من الواضح أن بلد الإقامة الجديد يمكن أن يؤثر على تطور هوية المهاجرين عبر أبعاد مختلفة. يمكن أن تسمح الثقافة الثنائية بتكيف سليم مع الحياة المدرسية.

## الدور الذي يلعبه الإنترنت
هناك مجموعة من الظواهر التي تحصل بالاقتران بين الثقافة الافتراضية -التي تشمل أنماط ومعايير السلوك المرتبطة بالإنترنت وعالم الإنترنت- وثقافة الشباب. في حين يمكن التنويه على الازدواجية الحاصلة بين المجال الافتراضي (الأونلاين) والعالم الحقيقي (العلاقات وجهًا لوجه)، فإنه بالنسبة للشباب، فإن هذه الحدود ضمنية ويمكن تجاوزها. في حالات عدة -تزعج الآباء والمعلمين- فإن كلا المجالين متراكبان، ما يعني أن الشباب يمكن أن يكونوا متواجدين في العالم الواقعي دون أن يفقدوا اتصالهم بالمجال الافتراضي.
في السياق التقني الثقافي الحالي، لا يمكن فهم العلاقة بين العالمين الافتراضي والواقعي على أنهما عالمان مستقلان منفصلان، رغم أنهما يلتقيان في نقطة معين، ولكن كشريط موبيوس، لا يوجد للعلاقة داخل وخارج، ويستحيل تحديد الحدود بينهما. بالنسبة للأجيال الجديدة، وإلى حد متزايد، تندمج الحياة الافتراضية مع الحياة الواقعية بوصفها عنصرًا آخر من عناصر الطبيعة لديهم. في ظل التجانس الحاصل مع الحياة الرقمية، لا تذكر عمليات التعلم من تلك البيئة صريحًا حين السؤال عنها فقط، بل إن موضوع الإنترنت يُطرح بشكل عفوي من قبل أولئك الذين يشملهم استطلاع حيال الموضوع. إن أفكار التعلم النشط، والبحث في محرك بحث غوغل (حين تود معرفة جواب حيال سؤال ما)، أو اللجوء إلى الدروس التعليمية سواء من أجل التعلم حول برنامج أو لعبة، أو طرح عبارة من قبيل «لقد تعلمت اللغة الإنجليزية على نحو أفضل وأكثر تسلية» كلها أمثلة غالبًا ما يتم الاستشهاد بها عن سبب كون الإنترنت هو المكان الأكثر زيارة من قبل الشباب الذين تم استطلاع آرائهم.
أصبح الإنترنت امتدادًا للبعد التعبيري لحالة الشباب. يتحدث الشباب فيع عن حياتهم واهتماماتهم، ويصممون المحتوى الذين يجعلونه متاحا لغيرهم، ويقيمون ردود أفعال الآخرين عليه في شكل موافقة اجتماعية متمثلة إلكترونيًا. يمر العديد من الشباب اليوم بعمليات من الإجراءات التأكيدية، وغالبًا ما تشكل بذلك الحالة التي يكبر فيها الشباب اليوم معتمدين على موافقة الأقران. عند اتصالهم بالإنترنت، يتحدث الشباب عن نمط حياتهم وقضاياهم. مع كل منشور أو صورة أو مقطع فيديو يحملونه، تتشكل لديهم الإمكانية لسؤال أنفسهم عن ماهيتهم، وتبني ملفات تعريفية تختلف عمّا هم عليه في حقيقة الأمر. إن الروابط التي يشعرون بها في الآونة الأخيرة تتسم بكونها أقل تفاعلية من حيث الاتصال الشخصي مقارنة بالأجيال السابقة. أدى تدفق تقنيات ووسائل وصول جديدة إلى خلق مجالات جديدة للبحث في تأثيراتها على المراهقين والشباب اليافعين. على ذلك، يحصل هناك تفاوض حيال هويتهم، ويخلق شعورًا بالانتماء، ويضعون قبول الآخرين واستنكارهم على المحك، وهي علامة أساسية لعملية بناء الهوية.
يسأل الشباب أنفسهم عن رأيهم بذواتهم، وكيف ينظرون شخصيًا إلى أنفسهم، وعلى وجه الخصوص، كيف يراهم الآخرون. تحت ضوء تلك الأسئلة، يتخذ الشباب اختيارات تسفر عن تشكيل هويتهم من خلال عملية طويلة من المحاولات والوقوع في الأخطاء. يمكنهم هذا الشكل من التجريب التفكير في مكانتهم وعضويتهم واندماجهم الاجتماعي في العالم «الواقعي».
من وجهة نظر أخرى، يطرح السؤال حول تأثير الإنترنت على الشباب من خلال الوصول إلى هذا النوع من «مختبر الهوية» والدور الذي يلعبه في تشكيل هوية الشباب. من جانب آخر، يفتح الإنترنت الباب أمام الشباب لاستكشاف واختبار أدوار وتشخيصات مختلفة، بينما من ناحية أخرى، قد تشكل المنتديات الافتراضية -التي يكون بعضها جذابًا للغاية، ونابضًا بالحياة وفاتنًا (مثل ألعاب الفيديو وألعاب التجسيد الافتراضية)، تشكل خطرًا على بناء هوية شخصية مستقرة ومستعدة للخوض في الحياة.